# Château d'Abée
Le château d'Abée est un château fortifié situé dans la commune belge de Tinlot, en province de Liège. 

## Historique
Le bâtiment actuel date du XVIIIe siècle, même s'il contient toujours des éléments de la structure du Moyen Âge.

## Architecture

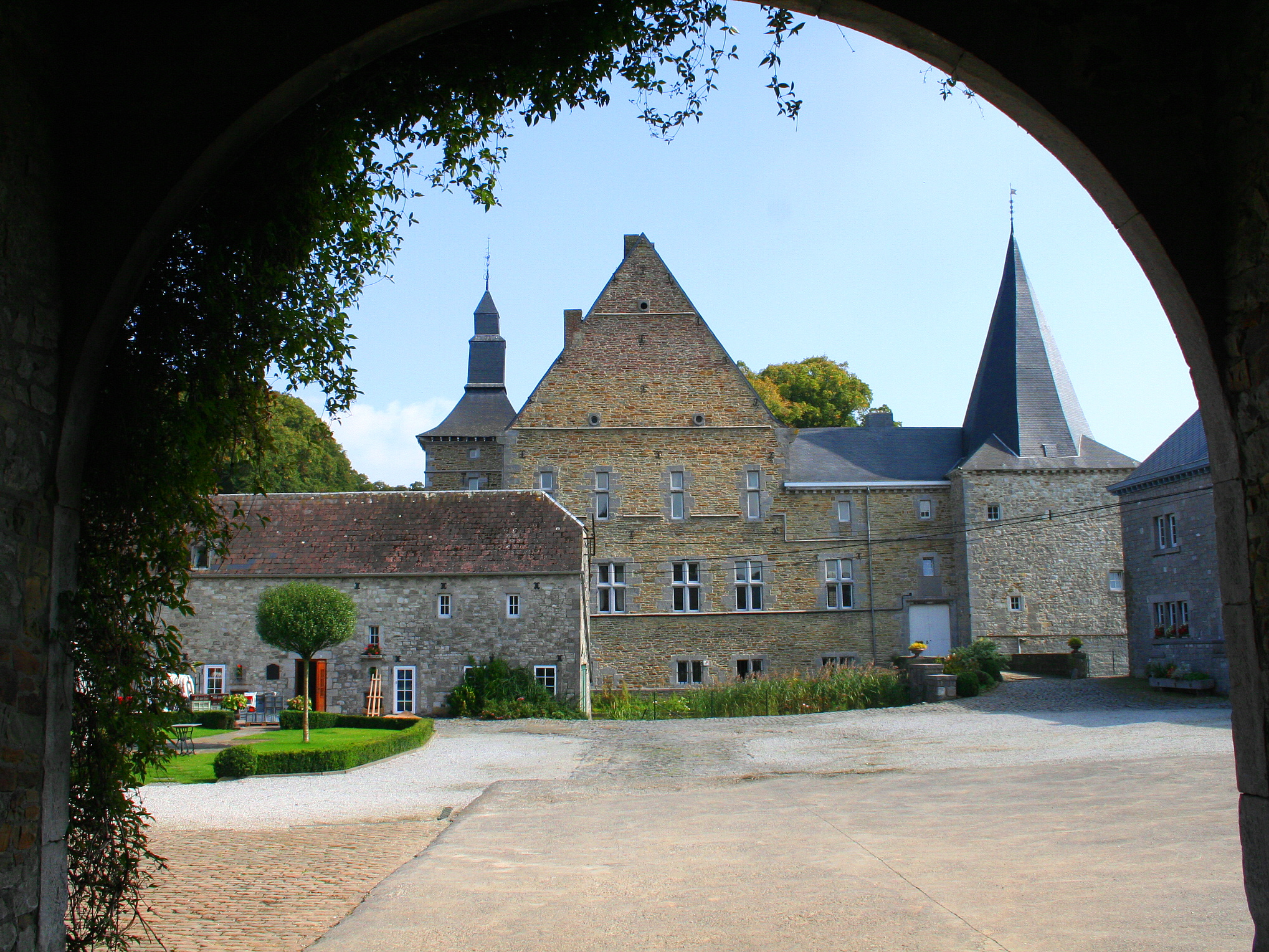

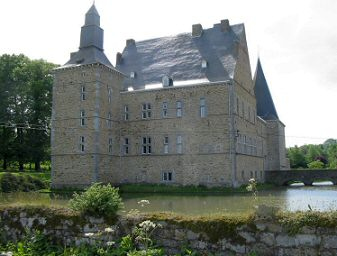
Le château d'Abée.